# استفان آبراهامیان
استفان آبراهامیان (فرانسوی: Stéphan Abrahamian‎؛ زادهٔ ۵ سپتامبر ۱۹۴۶) دوچرخه‌سوار اهل فرانسه است.